# Pueblo Orguyoso y Respeta
De Pueblo Orguyoso y Respeta (POR; Trots en Eerwaardig Volk) is een Arubaanse politieke partij. Van 17 november 2017 tot 30 maart 2021 maakte de partij deel uit van de regeringscoalitie MEP-POR-RED, die het kabinet Wever-Croes I steunde.

## Historie
De POR is opgericht op 11 december 2016 door Otmar Oduber, die op 3 november 2016 abrupt was opgestapt als Minister van Toerisme, Transport en Cultuur na strubbelingen met collega-ministers van het kabinet Mike Eman II. De POR staat voor een ideologie van transparantie en vooruitstrevenheid en stelt naleving van mensenrechten voorop.
In het kader van de verkiezingen in september 2017 sluit de Partido Democracia Real zich eind 2016 aan bij de POR en gaat het nieuwe platform verder onder één naam: POR “E Forsa Nobo”. In de verkiezingen behaalt POR 5531 stemmen, wat een zetel en een restzetel in de Staten van Aruba oplevert. POR werd coalitiepartner in het kabinet-Wever-Croes I en werden Otmar Oduber en Andin Bikker tot minister benoemd. Eind 2019 legde Otmar Oduber zijn ministersambt neer na diverse aantijgingen van corruptie en trad hij vijf maanden later af als partijvoorzitter. Zijn opvolger-minister werd Marisol Lopez-Tromp, die op haar beurt als fractievoorzitter opgevolgd werd door Dellanire Maduro. Tromp werd uit de partij gezet nadat zij in juni 2020 weigerde gevolg te geven aan het partij-verzoek om op te stappen. Na haar ontslag op 20 oktober 2020 zag de POR af van het opnieuw opvullen van de vacante ministerspost. Begin 2021 wordt POR-statenlid Alan Howell partijleider van de partij als opvolger van Andin Bikker. Met het bekend worden van het strafrechtelijk onderzoek naar financiële malversaties bij POR, diende het kabinet Wever-Croes haar ontslag in omdat er sprake is van een vertrouwensbreuk met de POR als coalitiepartner. Vrijwel direct hierna viel de partij uit elkaar nadat minister Andin Bikker en fractievoorzitter Dellanire Maduro zich van de eigen partij hadden afgescheiden. Maduro bleef aan als onafhankelijke statenlid met meenemen van een van de twee zetels van POR. Nadat eerdere partijkandidaten zich ook van de partij hadden gedistantieerd presenteerde de POR voor de verkiezingen van 2021 een verkorte kandidatenlijst met vooral nieuwelingen uit de regio San Nicolas.